# 狭山警察署
狭山警察署（さやまけいさつしょ）は、埼玉県狭山市にある、埼玉県警察が管轄する警察署。署長は警視。第2方面本部（川越警察署）所属。管轄地域は狭山市と入間市。
狭山市の旧名は入間川町だったが、当時から狭山警察署という名前で、それは狭山市と入間市とを含めた地域が狭山地方と呼ばれていたことに由来する。

## 所在地
- 狭山市稲荷山2丁目5番地の1
  - 管轄する狭山市と入間市との境界に存在する。なお、現在の庁舎は二代目で1986年(昭和61年)10月20日竣工であり、旧庁舎は、入間市黒須1丁目12-8にあって、こちらも入間市と狭山市との境界に位置していた。

## 管内の交番・駐在所

### 狭山市

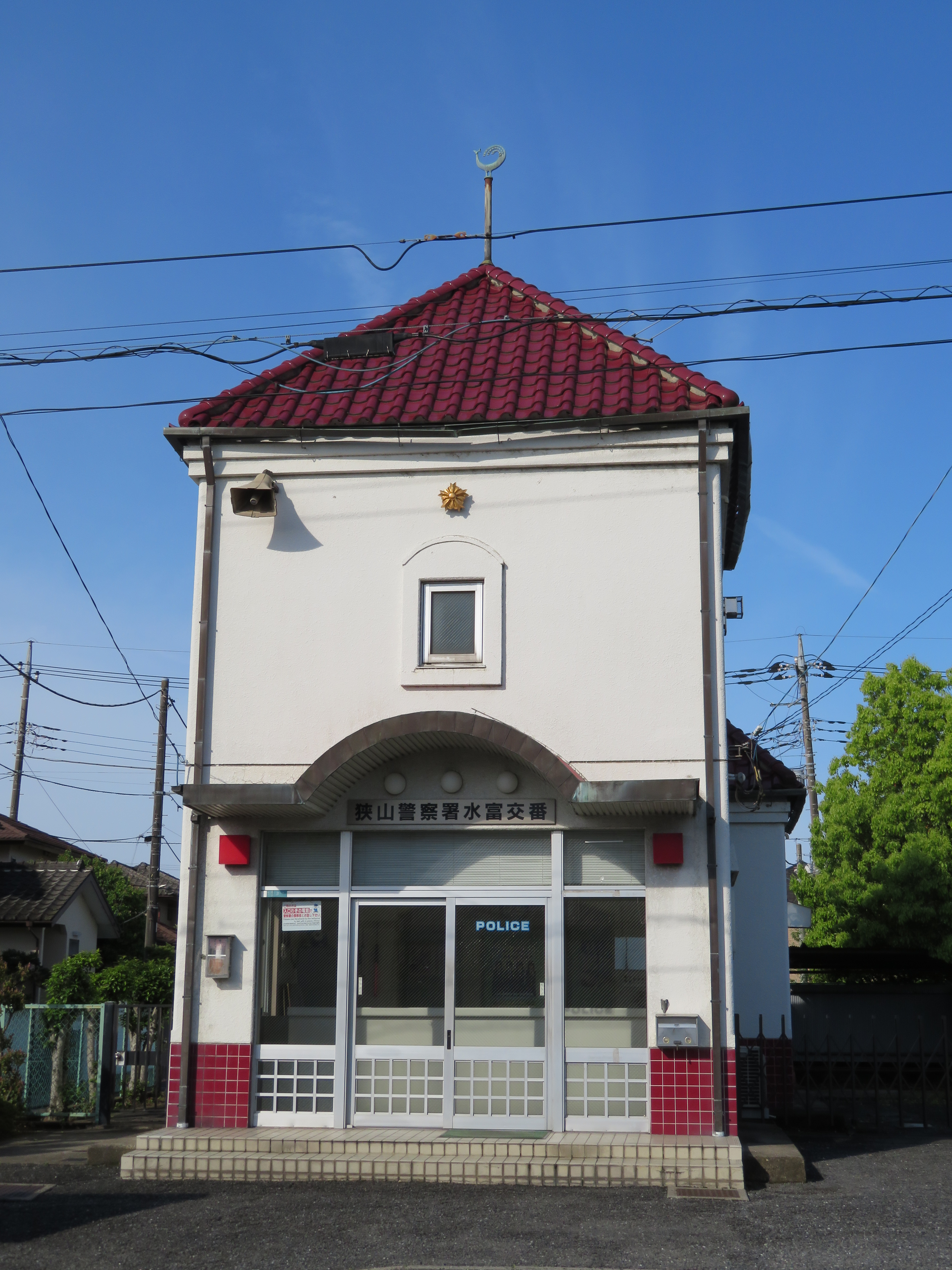
狭山市駅前交番
- 狭山台交番
- 新狭山駅前交番
- 入曽駅前交番
- 水富交番
- 柏原交番

- 水富交番

### 入間市
- 武蔵藤沢駅前交番
- 入間市駅前交番
- 西武交番
- 東金子交番
- 宮寺二本木交番
- 金子駐在所

## 過去に設置されていた交番・駐在所
- 春日町交番（入間市春日町２丁目）:入間市駅前交番と統合され、入間市駅前交番春日町派遣所に改称された。その後、令和3年4月1日に、入間市駅前交番春日町連絡派出所に改称された。
- 二本木駐在所（入間市二本木）:平成18年12月20日、宮寺駐在所と統合され、入間市宮寺2757‐6に宮寺二本木交番が設置された。
- 宮寺駐在所（入間市宮寺）:平成18年12月20日、二本木駐在所と統合され、入間市宮寺2757‐6に宮寺二本木交番が設置された。
- 豊岡交番（入間市扇町屋４丁目）:令和3年4月1日、入間市駅前交番へ統合され、入間市駅前交番豊岡派遣所に改称された。

## 不祥事

### 3歳女児死亡事件
2016年1月9日、狭山市のマンションの部屋で3歳の女児が死亡しているのが見つかり、「火傷を負った状態で女児を放置した」として保護責任者遺棄容疑で女児の母親とその内縁の夫が逮捕された事件である。
「夜中に玄関先に出されている」などの通報を前年に署は2回受け、2人から事情を聞いていたが、「風呂に入らないことを叱ったら泣き出した」「自分たちが喧嘩をして、子供が部屋から閉め出された」などと2人は説明し、その時は、女児の身体に虐待の跡がなかったとして、署は注意をしただけで、児童相談所などへの通報は行わなかった。しかし、女児には全身に複数の暴行痕があり、母親らはLINEで虐待方法を相談し、ロープなどを括り付ける金具を部屋の押入れの中に取り付けていた上、「お湯を掛けた」「前年秋頃から虐待がエスカレートした」と供述したことから、女児は日常的に虐待を受けていたとみられ、署の対応が適切だったかどうかを埼玉県警本部は調べる方針である。また、上田清司前埼玉県知事も、「警察からなぜ児童相談所に連絡がなかったのか、きちんと経緯を検証し、児童虐待を未然に防ぐ仕組みづくりに生かしていきたい」と述べ、警察や児童相談所、地元の自治体などの関係する機関との連携に問題がなかったかを検証する方針を明らかにした。
虐待を疑い、警察に通報したという男性は、「2015年6月に女児が玄関先で布団にくるまって泣いているのを見て、虐待かもしれないと思い警察に通報した。その後も幼い子どもが23時、0時まで起きているのが当たり前で、壁を叩くような音や子供の泣き声もよく聞こえるなど、おかしなことがあったので7月に再び通報した」と話し、警察の対応については、「『虐待のおそれもあるので十分注意し、夜も巡回をしてほしい』と伝えたが、警察がそうした対応をとったのは最初のうちだけで、ほとぼりが冷めたら放置してしまい、今回の結果を招いたと思う。きっちりと対応していれば防げたのではないかと思う」と話した。
山梨県立大学の西澤哲教授は、「警察が刑事事件として扱うかどうかではなくて、この家庭に支援が必要かどうかの判断をしなくてはいけない。警察は専門性がないのであれば市の保健センターや県の児童相談所につなぐ必要があった」と、署の対応を批判した。